# Trachypithecus obscurus
Trachypithecus obscurus (Лутунг імлистий) — вид приматів з роду Trachypithecus родини мавпові.

## Опис
Довжина голови і тіла становить від 42 до 61 см, а довжина хвоста від 50 до 85 см. Немає істотних морфологічних відмінностей між самцями й самицями за винятком того, самці трохи більші й важчі, ніж самиці. У середньому дорослий самець важить 7,4 кг, у той час як доросла самиця важить близько 6,5 кг. Забарвлення різне. Верх може бути будь-якого відтінку коричневого, сірого або чорного, в той час як низ, задні ноги і хвіст блідіші. Лице сіре і часто відзначається клаптями білого хутра, розташованого навколо очей і рота. Долоні і підошви голі й зазвичай чорного кольору. Руки й ноги спритні. Пальці добре розвинені, великі пальці рук протиставлені. Хвости різні по довжині й густині хутра від короткого і голого, до довгого і волохатого. Новонароджені яскраво-жовтого або помаранчевого кольору, з рожевим обличчям; хутро набуває кольору дорослих протягом шести місяців.

## Поширення
Країни проживання: Малайзія; М'янма; Таїланд. Надає перевагу закритим незайманим лісам, але також знаходиться в старовікових середніх і порушених лісах, міських районах і парках.

## Стиль життя
Денний, в першу чергу деревний, листоїдний вид, хоча дієта включає також різноманітні фрукти, квіти та інші продукти. Загалом, T. obscurus їсть до 2 кг їжі в день. Вони дуже активні протягом дня, але повертаються на свої сідала в деревах вночі. Надають перевагу висотам 35 метрів або вище на деревах. Рух хвоста відіграє значну роль в підтримці балансу. При годуванні T. obscurus зривають листя і пагони руками. Ці мавпи подорожують в групах, які з 5 до 20 осіб. Соціальні групи, як правило, складаються з одного або кількох дорослих самців, і двох чи більше дорослих самиць. Дорослий самець має три основні обов'язки, які включають виявлення хижаків, тримати групу разом, і патрулювати кордони території. Імлисті лутунги мають широкий спектр вигуків, які вважаються досить складними.

## Життєвий цикл
Розмноження не завжди відбувається по сезонах. Пологи частіше відбуваються в січні, лютому і березні. Зазвичай один малюк народжується. Період вагітності складає, в середньому, 145 днів. Новонароджені повністю вкриті хутром і активні. Статева зрілість досягається у 3—4 роки.

## Загрози та охорона
Полювання на продукти харчування є основною загрозою, також загрозами є втрата середовища існування і деградація через розширення плантацій олійних пальм, сільське господарство і урбанізацію. На півострівний Малайзії тварини часто стають жертвами вбивств на дорогах. Вид занесений в Додаток II СІТЕС. Зустрічається в ряді ПОТ.